# Påskdagen
Påskdagen, lat. Dominica resurrectionis, Uppståndelsens söndag, firas i kristen tradition till minne av Jesu uppståndelse, och infaller på söndagen i påskhelgen. Påskdagen infaller den första söndagen efter första metonska fullmånen som infaller på eller närmast efter vårdagjämningen, men eftersom de västliga kyrkorna och de östliga kyrkorna tillämpar olika kalendrar infaller påskhögtiden vid olika tillfällen beroende på vilken kyrka som avses.
Traditionellt talar världens kyrkliga ledare till de kristna församlingarna på påskdagen. Den romersk-katolska påvens påskvälsignelse kallas liksom julvälsignelsen Urbi et Orbi. 

## Jesu uppståndelse
Jesus återuppstod enligt kristen tro på påskdagen och därför firas det ordentligt i den kristna världen. Fyrtio dagar senare for han enligt samma religion upp till himlen (vilket firas på Kristi himmelsfärds dag). Precis som de flesta andra kristna högtider har man valt tidpunkten för att det redan firades en högtid vid den tiden på året. Skillnaden mellan påsken och Kristi himmelsfärds dag (som följer påskdagen) gentemot andra högtider som kristendomen har lagt sina högtider på, är att dessa bygger på måncyklerna och således infaller vid olika datum olika år. Någon egentlig årsdag av Kristi återuppståndelse kan man då alltså inte tala om.

## I kyrkorummet och vid gudstjänsten
Påskdagen är den kristna kyrkans största dag eftersom den firar Jesus uppståndelse efter att ha dött och begravts på långfredagen. I Svenska kyrkan kan firandet inledas redan sen kväll på påskafton med en påskmässa; i flera kyrkor är påsknattsmässan (ofta kallad vaka) norm. Oavsett när påskdagens gudstjänst startar är den ett uttryck för stor glädje. Altaret kläs med vita textilier som symboliserar glädje, fest och renhet. Vidare pyntas altaret med påskliljor och sex ljus som tecken för att mörkret vänts till ljus och att långfredagens lidande är slut. Påskdagens tema är "Kristus är uppstånden". Under inledningen av gudstjänsten ropar prästen ut den kristna påskhälsningen, som kristna traditionellt sett hälsar varandra med på påskdagen: Kristus är uppstånden!, varpå församlingen svarar: Ja, Han är sannerligen uppstånden! I gudstjänsten läses bibeltexter som på olika sätt belyser Kristi uppståndelse. I en del kyrkor får deltagarna en påsklilja i samband med gudstjänsten. Eftersom Kristi Uppståndelse är den största kristna festen är gudstjänsten extra högtidlig och anses vara kyrkoårets viktigaste.

## Tidpunkten för firandet
Enligt den judiska kalendern, som är en månkalender, firas högtiden pesach, den judiska påsken, den 14:e dagen i vårmånaden Nisan, då det alltid är fullmåne. De kristna började snart att flytta påskfirandet till påföljande söndag, den dag de menar att Jesus uppstod. Från första början firades påsken varje vecka, på söndagen (då Jesus uppstod), för att övergå till en årlig fest på 100-talet. Ofta hänvisar man till att det vid det första konciliet i Nicaea, nuvarande Iznik i Turkiet, år 325, skulle ha beslutats om att påskdagen skall infalla första söndagen efter första fullmånen efter vårdagjämningen, men detta finns dock inte bevarat i de protokoll som finns efter kyrkomötet. Eftersom vårdagjämningen infaller på olika tidpunkter beroende på vilken tidszon man befinner sig i är det 21 mars som används för att beräkna påsken. På samma sätt är det inte den astronomiska fullmånen som används utan fullmåne som beräknas med hjälp av tabeller (kallas metonska eller ecklesiastiska fullmånen). Påskdagen infaller då på söndagen närmast efter den metonska fullmåne som infaller på eller efter 21 mars. Alltså är det tidigaste datum påskdagen kan infalla den 22 mars, oavsett om det är skottår eller vanligt år, och det senaste är den 25 april. 
I de katolska länderna införde man 1582 den gregorianska kalendern, vilket innebar att man lämnade den gamla julianska kalendern som gällt dittills. Även vissa av de ortodoxa kyrkorna övergav efterhand den julianska kalendern till förmån för den nya ordningen, men de flesta nationella kyrkorna inom ortodoxin var så kallade gammalkalendarister, och för kyrkoenhetens skull beslöts att alla ortodoxa kyrkor skulle fira påsken efter juliansk kalender. Efterhand bytte under 1600- och 1700-talen även de nationella protestantiska kyrkorna i västra Europa till den nya katolska kalendern och resultatet har blivit att påsken i de östliga ortodoxa kyrkorna vanligen infaller på annat datum än i de västliga kyrkorna.
I Sverige gjorde man ett försök till kalenderreform i början av 1700-talet, vilket innebar att den svenska kalendern under perioden 1 mars 1700 till 30 februari 1712 gick en dag före den julianska kalendern, för att därefter återgå till den julianska kalendern genom att låta februari 1712 ha 30 dagar. Detta innebar att påskdagen vissa år kom att infalla vid avvikande tidpunkt i Sverige, nämligen 2 april 1705, 18 april 1709 och 26 mars 1711. Det slutliga bytet från juliansk kalender (gamla stilen) till gregoriansk kalender (nya stilen) skedde 1753 genom att låta februari ha endast 17 dagar. Kalenderbytet innebär att man måste använda olika sätt att beräkna påskdagen före och efter 1753.
Beräkning av tidpunkt för påskdagen i Sverige kompliceras ytterligare genom att man under perioden 1740 till 1844 ansåg att påskdagen borde beräknas utgående från den verkliga, astronomiskt bestämda, vårdagjämningen och fullmånen. Trots att den verkliga vårdagjämningen ligger nära den 21 mars i den gregorianska kalendern, ledde denna beräkningsmetod för vissa år till ett annat resultat än de kyrkliga beräkningarna, nämligen 1802 (25 april), 1805 (21 april) och 1818 (29 mars). Under perioden 1740 till 1753, då man fortfarande använde den gamla stilen, uppkom många avvikelser från påskdagen beräknad från den ecklesiastiska vårdagjämningen och fullmånen, och bäst är att här använda en tabell över när påsken inföll. Man kan bland annat notera att påsken kom att firas före den 22 mars tre gånger, nämligen 14 mars 1742, 18 mars 1744 och 18 mars 1750.

### Påskdagen 1740 till 1752
| - 6 april 1740 - 22 mars 1741 - 14 mars 1742 | - 3 april 1743 - 18 mars 1744 - 7 april 1745 | - 30 mars 1746 - 22 mars 1747 - 3 april 1748 | - 26 mars 1749 - 18 mars 1750 | - 31 mars 1751 - 22 mars 1752 |

## Beräkning av påskdagens datum
Den tyske matematikern Carl Friedrich Gauss kom fram till att man med några uträkningar kunde beräkna påskdagens datum för ett visst år. För att beräkna påskdagen i Sverige till och med år 1752 ska julianska värden på M och N användas och gregorianska från och med år 1753. Vidare måste för 1700-tal och 1800-tal hänsyn tas till de avvikelser som beskrivits ovan.
1. Dela årtalet med 19, 4 och 7 och kalla resterna a, b respektive c.
2. Dividera 19 × a + M med 30. Kalla resten d. (För juliansk kalender är M = 15 för alla år, och för gregoriansk kalender är M = 23 åren 1700-1899, = 24 åren 1900-2199).
3. Dividera 2b + 4c + 6d + N med 7. Kalla resten e. (För juliansk kalender är N = 6 för alla år, och för gregoriansk kalender är N = 3 åren 1700-1799, = 4 åren 1800-1899, = 5 åren 1900-2099).

Då infaller påskdagen den (22 + d + e) mars eller om d + e > 9, den (d + e - 9) april. OBS! Får man att påskdagen infaller den 26 april skall man alltid i stället ta den 19 april (till exempel 1981, 2076).
Skulle uträkningen ge den 25 april inträffar påskdagen i stället den 18 april om d=28, e=6 och samtidigt 11 × M + 11 dividerat med 30 ger en rest < 19 (till exempel 1954, 2049).
Det finns många senare varianter av uträkningarna.

## Svenska kyrkan

### Texter
Söndagens tema enligt 2003 års evangeliebok är Kristus är uppstånden. De bibeltexter som används för att belysa dagens tema är:
| Matteusserien                                                            | Markusserien                                                                      | Lukasserien                                                    | Johannesserien                                                       | Psaltarpsalm        |
| Jesaja 25:6-9 Första Korinthierbrevet 15:53-57 Matteusevangeliet 28:1-20 | Andra Moseboken 15:1-11 Första Korinthierbrevet 15:12-21 Markusevangeliet 16:1-14 | Hosea 6:1-3 Apostlagärningarna 3:14-16 Lukasevangeliet 24:1-12 | Jona 66:12-14 Apostlagärningarna 13:32-37 Johannesevangeliet 20:1-18 | Psaltaren 118:15-24 |

## Påskdagen olika år i nutid
Påskdagen infaller för de västliga kyrkorna:

- 13 april 1800
- 5 april 1801
- 25 april 1802
- 10 april 1803
- 1 april 1804
- 21 april 1805
- 6 april 1806
- 29 mars 1807
- 17 april 1808
- 2 april 1809
- 22 april 1810
- 14 april 1811
- 29 mars 1812
- 18 april 1813
- 10 april 1814
- 26 mars 1815
- 14 april 1816
- 6 april 1817
- 29 mars 1818
- 11 april 1819
- 2 april 1820
- 22 april 1821
- 7 april 1822
- 30 mars 1823
- 18 april 1824
- 3 april 1825
- 26 mars 1826
- 15 april 1827
- 6 april 1828
- 19 april 1829
- 11 april 1830
- 3 april 1831
- 22 april 1832
- 7 april 1833
- 30 mars 1834
- 19 april 1835
- 3 april 1836
- 26 mars 1837
- 15 april 1838
- 31 mars 1839
- 19 april 1840
- 11 april 1841
- 27 mars 1842
- 16 april 1843
- 7 april 1844
- 23 mars 1845
- 12 april 1846
- 4 april 1847
- 23 april 1848
- 8 april 1849
- 31 mars 1850
- 20 april 1851
- 11 april 1852
- 27 mars 1853
- 16 april 1854
- 8 april 1855
- 23 mars 1856
- 12 april 1857
- 4 april 1858
- 24 april 1859
- 8 april 1860
- 31 mars 1861
- 20 april 1862
- 5 april 1863
- 27 mars 1864
- 16 april 1865
- 1 april 1866
- 21 april 1867
- 12 april 1868
- 28 mars 1869
- 17 april 1870
- 9 april 1871
- 31 mars 1872
- 13 april 1873
- 5 april 1874
- 28 mars 1875
- 16 april 1876
- 1 april 1877
- 21 april 1878
- 13 april 1879
- 28 mars 1880
- 17 april 1881
- 9 april 1882
- 25 mars 1883
- 13 april 1884
- 5 april 1885
- 25 april 1886
- 10 april 1887
- 1 april 1888
- 21 april 1889
- 6 april 1890
- 29 mars 1891
- 17 april 1892
- 2 april 1893
- 25 mars 1894
- 14 april 1895
- 5 april 1896
- 18 april 1897
- 10 april 1898
- 2 april 1899
- 15 april 1900
- 7 april 1901
- 30 mars 1902
- 12 april 1903
- 3 april 1904
- 23 april 1905
- 15 april 1906
- 31 mars 1907
- 19 april 1908
- 11 april 1909
- 27 mars 1910
- 16 april 1911
- 7 april 1912
- 23 mars 1913
- 12 april 1914
- 4 april 1915
- 23 april 1916
- 8 april 1917
- 31 mars 1918
- 20 april 1919
- 4 april 1920
- 27 mars 1921
- 16 april 1922
- 1 april 1923
- 20 april 1924
- 12 april 1925
- 4 april 1926
- 17 april 1927
- 8 april 1928
- 31 mars 1929
- 20 april 1930
- 5 april 1931
- 27 mars 1932
- 16 april 1933
- 1 april 1934
- 21 april 1935
- 12 april 1936
- 28 mars 1937
- 17 april 1938
- 9 april 1939
- 24 mars 1940
- 13 april 1941
- 5 april 1942
- 25 april 1943
- 9 april 1944
- 1 april 1945
- 21 april 1946
- 6 april 1947
- 28 mars 1948
- 17 april 1949
- 9 april 1950
- 25 mars 1951
- 13 april 1952
- 5 april 1953
- 18 april 1954
- 10 april 1955
- 1 april 1956
- 21 april 1957
- 6 april 1958
- 29 mars 1959
- 17 april 1960
- 2 april 1961
- 22 april 1962
- 14 april 1963
- 29 mars 1964
- 18 april 1965
- 10 april 1966
- 26 mars 1967
- 14 april 1968
- 6 april 1969
- 29 mars 1970
- 11 april 1971
- 2 april 1972
- 22 april 1973
- 14 april 1974
- 30 mars 1975
- 18 april 1976
- 10 april 1977
- 26 mars 1978
- 15 april 1979
- 6 april 1980
- 19 april 1981
- 11 april 1982
- 3 april 1983
- 22 april 1984
- 7 april 1985
- 30 mars 1986
- 19 april 1987
- 3 april 1988
- 26 mars 1989
- 15 april 1990
- 31 mars 1991
- 19 april 1992
- 11 april 1993
- 3 april 1994
- 16 april 1995
- 7 april 1996
- 30 mars 1997
- 12 april 1998
- 4 april 1999
- 23 april 2000
- 15 april 2001
- 31 mars 2002
- 20 april 2003
- 11 april 2004
- 27 mars 2005
- 16 april 2006
- 8 april 2007
- 23 mars 2008
- 12 april 2009
- 4 april 2010
- 24 april 2011
- 8 april 2012
- 31 mars 2013
- 20 april 2014
- 5 april 2015
- 27 mars 2016
- 16 april 2017
- 1 april 2018
- 21 april 2019
- 12 april 2020
- 4 april 2021
- 17 april 2022
- 9 april 2023
- 31 mars 2024
- 20 april 2025
- 5 april 2026
- 28 mars 2027
- 16 april 2028
- 1 april 2029
- 21 april 2030
- 13 april 2031
- 28 mars 2032
- 17 april 2033
- 9 april 2034
- 25 mars 2035
- 13 april 2036
- 5 april 2037
- 25 april 2038
- 10 april 2039
- 1 april 2040
- 21 april 2041
- 6 april 2042
- 29 mars 2043
- 17 april 2044
- 9 april 2045
- 25 mars 2046
- 14 april 2047
- 5 april 2048
- 18 april 2049
- 10 april 2050
- 2 april 2051
- 21 april 2052
- 6 april 2053
- 29 mars 2054
- 18 april 2055
- 2 april 2056
- 22 april 2057
- 14 april 2058
- 30 mars 2059
- 18 april 2060
- 10 april 2061
- 26 mars 2062
- 15 april 2063
- 6 april 2064
- 29 mars 2065
- 11 april 2066
- 3 april 2067
- 22 april 2068
- 14 april 2069
- 30 mars 2070
- 19 april 2071
- 10 april 2072
- 26 mars 2073
- 15 april 2074
- 7 april 2075
- 19 april 2076
- 11 april 2077
- 3 april 2078
- 23 april 2079
- 7 april 2080
- 30 mars 2081
- 19 april 2082
- 4 april 2083
- 26 mars 2084
- 15 april 2085
- 31 mars 2086
- 20 april 2087
- 11 april 2088
- 3 april 2089
- 16 april 2090
- 8 april 2091
- 30 mars 2092
- 12 april 2093
- 4 april 2094
- 24 april 2095
- 15 april 2096
- 31 mars 2097
- 20 april 2098
- 12 april 2099